# Guillermo de París
San Guillermo de París, Saint Guillaume, Wilhelmus Daniae o Wilhelmus in Dania abbas (1125-1203), fue canónigo regular, subprior de la abadía de Santa Genoveva en París y abad del monasterio de la isla de Eskilsø, cerca de Roskilde, en Dinamarca. Escribió obras piadosas y una Genealogía de reyes daneses.
Posiblemente nació en Sigmaringa (en la actual Alemania).
Se conoce una biobibliografía suya compuesta por un discípulo anónimo, Vita operaque. Queriendo Absalón de Lund, obispo de Roskilde (Dinamarca) reformar un monasterio de canónigos regulares que había en la isla de Eskild, pidió monjes de Santa Genoveva y le fue enviado Guillermo con otros tres. A su llegada a Dinamarca éste fue nombrado abad de Santo Tomás del Paráclito, restableció la disciplina en aquella casa y vivió en ella austeramente hasta una edad avanzada. Murió al amanecer de un domingo de Pascua. Honorio III le canonizó en 1224 y se le conmemora el 6 de abril.
Entre sus obras hay que mencionar una colección de Epistolae (Cartas), una Genealogia Regum Danorum (Genealogía de los reyes daneses), una Revelatio Reliquiarum Sanctae (Revelación de santas reliquias) y Variorum Diplomata ad Ecclesiam. Sus obras se encuentran recogidas en la Patrología latina de Migne.